# Simpsons Jeopardy!
Simpsons Jeopardy! empezó como un juego de tablero publicado por la Pressman Toy Corporation que era basado en Jeopardy!, un famoso programa de concursos en la televisión estadounidense, y tematizado de la serie animada exitosa Los Simpson. El juego contenía un tablón de plástico en el estilo de Jeopardy!, detrás de lo cual hojas de preguntas podrían ser insertadas. Taconeadores pequeños eran incluidos como sustitutos para los zumbadores del programa real. Hay un total de 2,000 preguntas sobre Los Simpson, distribuidas en 40 hojas de preguntas, cada una con 25 preguntas para la "Jeopardy Round," y 25 preguntas adicionales para la "Double Jeopardy Round." 
Muchos de los fanáticos de Los Simpson encontraron que el juego fue una gran diversión, pero requirió un mínimo de tres jugadores. La naturaleza del juego lo hacía difícil para disfrutar mientras intentando jugar solitariamente. En un esfuerzo por corregir esta situación, un programador aficionado anónimo decidió tomar el juego y hacer un juego freeware del mismo para PC. No tuvo menor calidad, pero era un juego de preguntas simple y directo con un tema de Jeopardy! La versión final fue diseñada con el uso de longevidad a través de personalización en mente. Nuevos personajes podrían ser agregados a través del uso de "Paquetes de Personajes," y series de preguntas pueden ser fácilmente alterados, añadidos, y/o eliminados.
Curiosamente, el juego fue programado utilizando el programa "AutoPlay Media Studio" diseñado por Indigo Rose Software Design Corporation para hacer CD y DVD reproducidos automáticamente. Sin embargo, funcionó bien para tal fin no deseado. Trabajó muy bien para PCs basadas en la versión estadounidense de Microsoft Windows, pero no en los sistemas Macintosh o Linux. Además, versiones de Windows fuera de los Estados Unidos tuvieron dificultades para manejar ciertos comandos de texto que eran nativos al programa.
A lo largo de 2005, la versión en PC del juego Simpsons Jeopardy! fue un proyecto del estilo subterránea, y era portada a Macromedia Shockwave en un esfuerzo que no sólo aumentaría las posibilidades de lo que puede reproducir en todas las versiones internacionales de Windows, sino también que se podrá reproducir en sistemas Macintosh con el Flash Player. Fue estimado que la nueva versión, conocida como "The Simpsons Jeopardy! SWF," estaría disponible a principios de 2006. Sin embargo, esto no llegó a ocurrir.